# Sam Alves
Sam Alves (* 3. Juni 1989 in Fortaleza) ist ein brasilianischer Popsänger. Alves gewann 2013 die Castingshow The Voice Brasil.

## Biografie
Alves wurde als Baby ausgesetzt und wuchs bei Adoptiveltern auf. Als er vier Jahre alt war, ging seine Familie in die USA und er wuchs in Massachusetts im Nordosten der Vereinigten Staaten auf. Im Frühjahr 2013 bewarb er sich für die Castingshow The Voice USA, wurde aber in den Blind Auditions nicht ausgewählt. Daraufhin bewarb er sich später im Jahr in seinem Herkunftsland bei The Voice Brasil. Diesmal wollten ihn alle vier Coaches in ihre Teams aufnehmen. Er wurde zum Favoriten und gewann im Dezember das Finale der zweiten Staffel.
Sein Debütalbum erschien 2014 bei Universal Music. Im Mai erreichte er die Top 5 der brasilianischen Verkaufscharts.

## Diskografie
Album
- Sam Alves (2014)
- ID (2015)